# NGC 5240
NGC 5240 је спирална галаксија у сазвежђу Ловачки пси која се налази на NGC листи објеката дубоког неба.
Деклинација објекта је + 35° 35' 18" а ректасцензија 13h 35m 55,1s. Привидна величина (магнитуда) објекта NGC 5240 износи 13,1 а фотографска магнитуда 13,8. NGC 5240 је још познат и под ознакама UGC 8587, MCG 6-30-56, CGCG 190-34, PGC 47971.